# Operación Dani

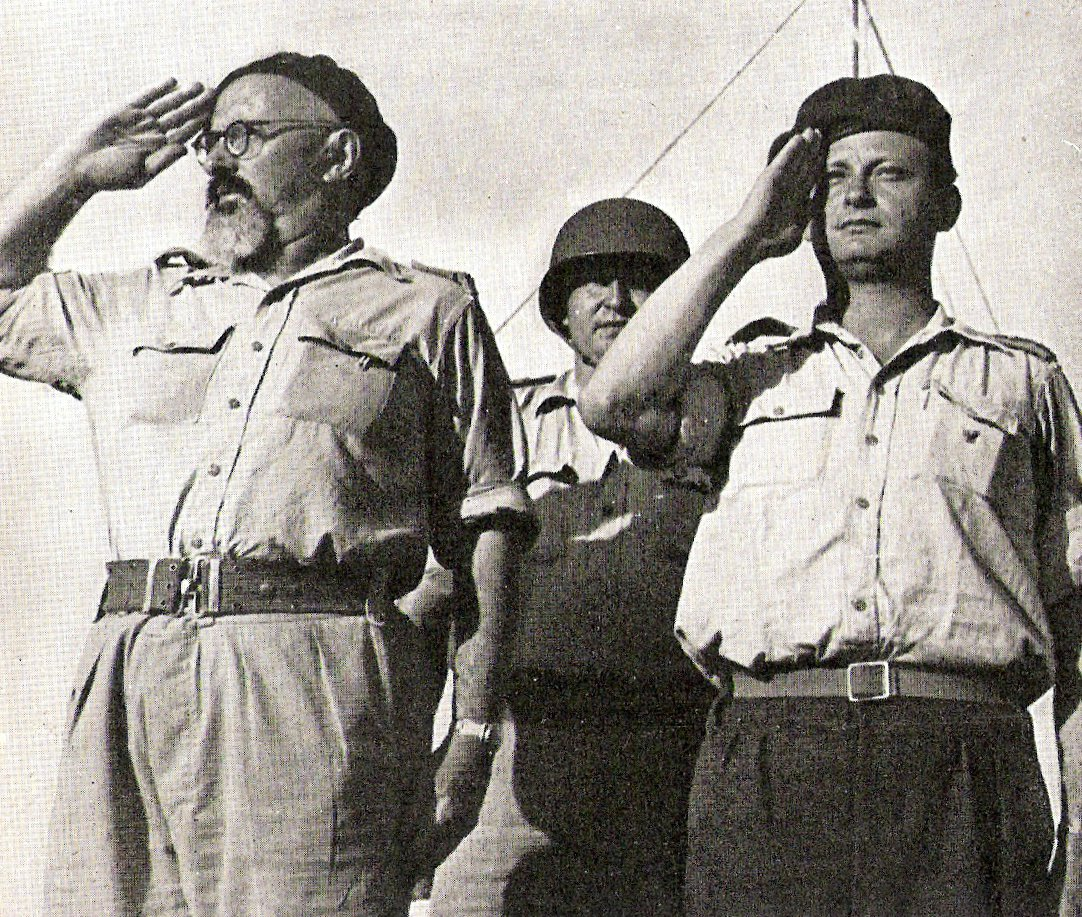
Yitzhak Sadeh (izquierda) y Yigal Alón, 1948

La Operación Dani (en hebreo: מבצע דני‎, transliteración: Mivtza Dani) fue una ofensiva militar israelí lanzada al final de la primera tregua de la guerra árabe-israelí de 1948. Los objetivos eran capturar territorios al este de Tel Aviv y luego avanzar hacia el interior, aliviando a la población y fuerzas judías en Jerusalén. Las principales fuerzas que lucharon contra el ejército israelí fueron la Legión Árabe y los irregulares palestinos.
Se puso en marcha a finales de la primera tregua, entre el 9 y 19 de julio de 1948. El 10 de julio, Glubb Pasha ordenó a las tropas defensoras de la Legión Árabe a «realizar preparativos... para una guerra falsa». El comandante de la operación era Yigal Alón y su segundo fue Yitzhak Rabin. Las fuerzas israelíes contaban con cerca de 6.000 hombres.

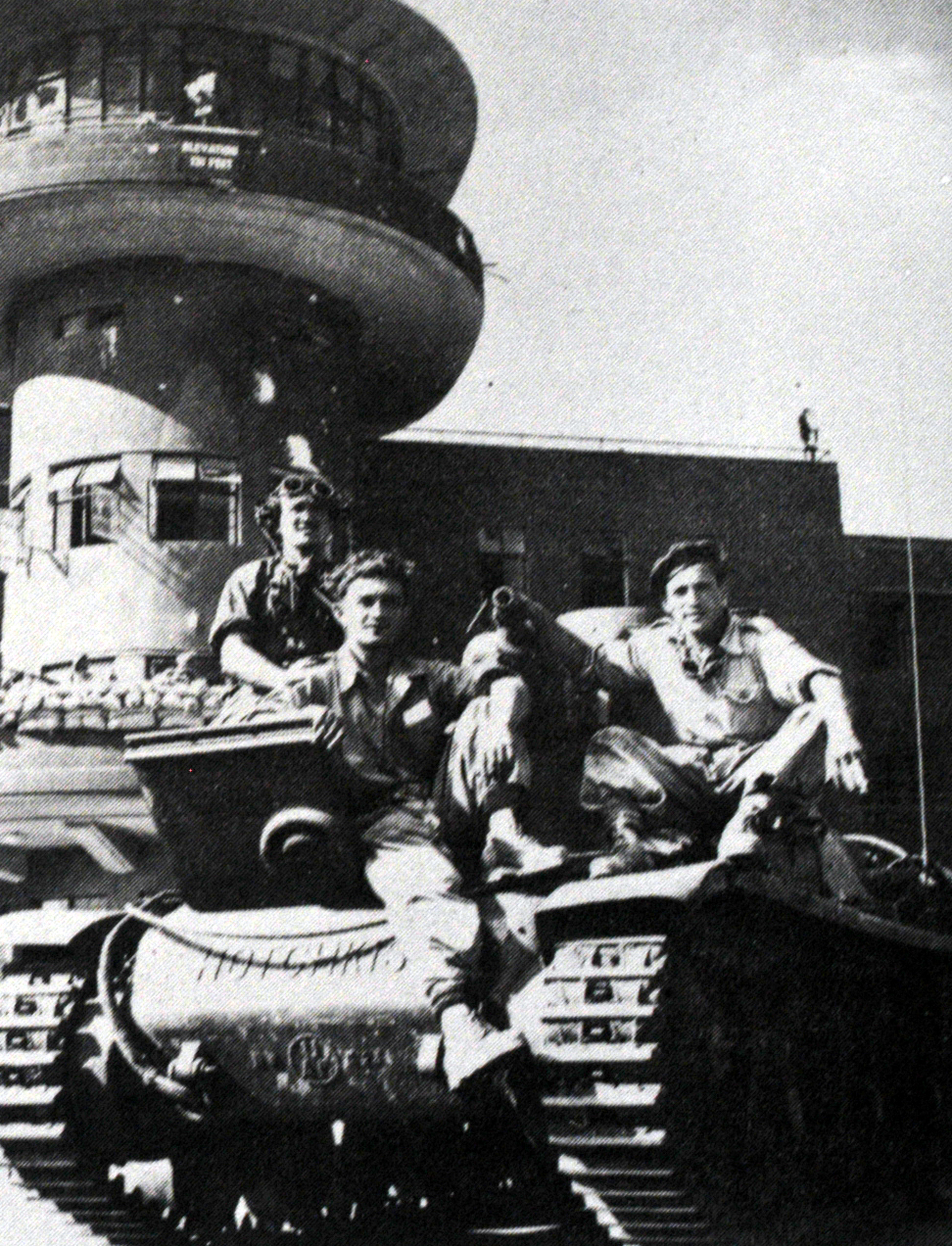
La 8.ª Brigada Blindada captura el aeropuerto de Lida. (1948)

## Nombre
La operación fue nombrado en honor al oficial del Palmaj Dani Misa, que había caído en acción el 16 de enero de 1948, mientras dirigía una campaña de ayuda conocido como «convoy de los 35».

## Objetivos

Soldados del Palmaj (brigada Yiftaj) con un (ligeramente destruido por un PIAT) carro armado jordano capturado, Operación Dani (15 de julio de 1948).

La primera fase de la Operación Dani era capturar las ciudades de Lida y Ramla, situadas en el camino a Jerusalén, al sureste de Tel Aviv. Ramla era uno de los principales obstáculos que impedían el transporte judío.  Desde el comienzo de la guerra, milicianos de Lida y Ramla habían atacado el tráfico judío en las carreteras cercanas. Ramla se había convertido en un punto focal para el bloqueo de transporte judío, forzando el tráfico de Jerusalén a Tel Aviv a una vía alterna situada al sur.
La segunda fase consistió en capturar el fuerte de Latrún y romper a través de Ramala. La operación se llevó a cabo bajo el comando del Palmaj utilizando la brigada Yiftaj, la brigada Harel, la 8.ª Brigada Blindada y dos batallones de la brigada Alexandroni.

### Lida y Ramla

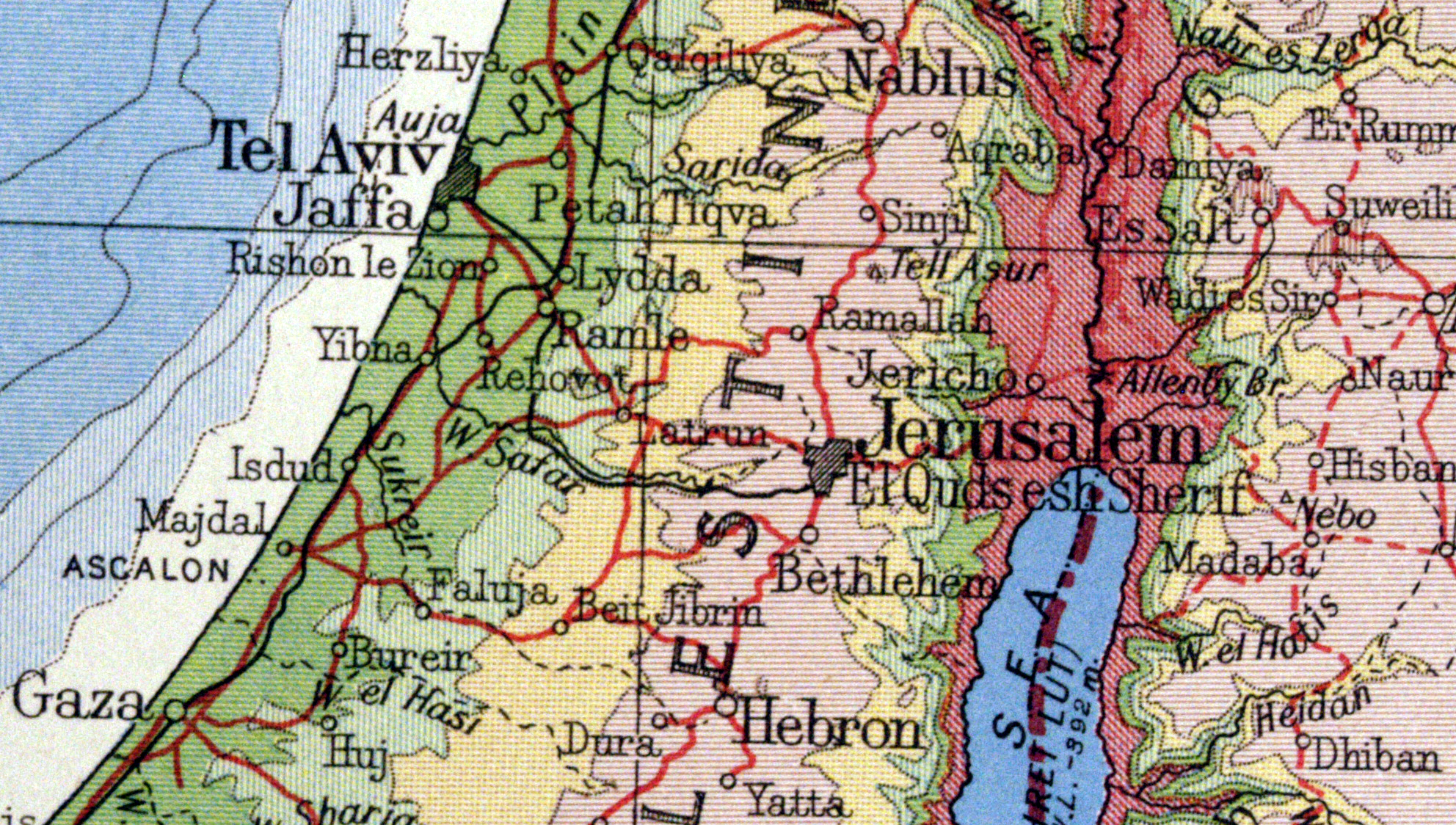
Carretera desde Tel Aviv a Jerusalén.

El 9 de julio, unidades de la Brigada Yiftaj comenzaron acercarse a Ramla desde el sur. Al mismo tiempo, las tropas de las otras brigadas comenzaron a atacar aldeas al norte de Lida. Atrapados en un movimiento de pinzas y con sólo un puesto con presencia de la Legión Árabe las dos ciudades fueron capturadas el día siguiente. Esto puso al aeropuerto de Lida y la estratégica estación de tren en Ramla en manos israelíes. Dos días después de la captura de Lida y Ramla, sólo unos pocos cientos de los 50.000 a 70.000 residentes permanecieron en las dos ciudades.

### Latrún
La segunda fase de la operación fracasó después de varios ataques costosos en las posiciones de la Legión Árabe en Latrún y la amenaza de imposición de un alto al fuego de la ONU.

### Bajas
El Palmaj sufrió noventa y uno de sus miembros muertos durante esta operación. Cuarenta y cuatro personas murieron en Khirbet Kourikour el 18 de julio de 1948. Siete personas murieron en la captura de Lida.

## Consecuencias
La operación Dani terminó con grandes éxitos estratégicos israelíes. Aunque no se lograron todos los objetivos asumidos originalmente, se expandió significativamente su área de influencia, ocupando dos ciudades claves: Lida y Ramla, uno de los mayores centros industriales del país, en el que estaba el nudo ferroviario más importante de Palestina. Una presa adicional fue el único aeropuerto internacional en el país. Como resultado del desplazamiento de la población árabe local fue liquidada la base natural del Ejército Árabe de Liberación y la reducción de riesgo de la zona urbana de Tel Aviv. Estratégicamente, el éxito más importante fue la ampliación del corredor a Jerusalén denominado «carretera de Birmania».

## Comunidades árabes palestinas capturadas
(La mayoría de las aldeas fueron destruidas sistemáticamente poco después de la captura.)
| Nombre | Fecha                     | Fuerzas defensoras                         | Brigada                                                            | Población                                                            |
| --- | ------------------------- | ------------------------------------------ | ------------------------------------------------------------------ | -------------------------------------------------------------------- |
| Dayr Tarif | 9 de julio de 1948        | Legión Árabe                               | Brigada Blindada brigada Kiryati                                   | 1750                                                                 |
| Al-Tira | 10 de julio de 1948       | s/d                                        | Brigada Alexandroni 8.ª Brigada Blindada                           | 1290                                                                 |
| Daniyal | 10 de julio de 1948       | s/d                                        | Brigada Yiftaj                                                     | 410                                                                  |
| Kharruba | 10 de julio de 1948       | s/d                                        | Brigada Yiftaj                                                     | 170                                                                  |
| al-Barriyya | 9–10 de julio de 1948     | s/d                                        | s/d                                                                | 510                                                                  |
| 'Innaba | 10 de julio de 1948       | 200 pobladores                             | Brigada Yiftaj 8.ª Brigada                                         | 1420                                                                 |
| Jimzu | 10 de julio de 1948       | s/d                                        | Brigada Yiftaj                                                     | 1150                                                                 |
| Rantiya | 10 de julio de 1948       | s/d                                        | 8.ª Brigada Blindada 3.er Batallón (Brigada Alexandroni)           | 590                                                                  |
| Lida | 11 de julio de 1948       | s/d                                        | 3.er Batallón (Brigada Yiftaj)                                     | ver Ramla                                                            |
| Al-Jura | 11 de julio de 1948       | s/d                                        | s/d                                                                | 420                                                                  |
| Al-Muzayri'a | 12 de julio de 1948       | s/d                                        | s/d                                                                | 1160                                                                 |
| Ramla | 12 de julio de 1948       | Retirada de la Legión Árabe                | Brigada Kiryati                                                    | 50-70 000 combinado con Lida. Incluyendo 15.000 refugiados de Jaffa. |
| Majdal Yaba | 12 de julio de 1948       | Ejército iraquí                            | 2.º Batallón (Brigada Alexandroni)                                 | 1520                                                                 |
| Al-Haditha | 12 de julio de 1948       | s/d                                        | s/d                                                                | 760                                                                  |
| Abu al-Fadl | 12–13 de julio de 1948    | s/d                                        | s/d                                                                | 510                                                                  |
| Suba | 12–13 de julio de 1948    | "Sin derramamiento de sangre"              | Brigada Harel                                                      | 620                                                                  |
| Khirbat al-Lawz | 13–14 de julio de 1948    | s/d                                        | Brigada Harel                                                      | 450                                                                  |
| Sar'a | 13–14 de julio de 1948    | Fuerzas egipcias                           | 4.º Batallón (Brigada Harel)                                       | 340                                                                  |
| Sataf | 13–14 de julio de 1948    | s/d                                        | Brigada Harel                                                      | 540                                                                  |
| al-Maliha | 14–16 de julio de 1948    | Irregulares egipcios Milicianos locales    | Irgún Juventud del Palmaj                                          | 1940                                                                 |
| al-Burj | 15 de julio de 1948       | Legión Árabe                               | s/d                                                                | 480                                                                  |
| Kh al-Buwayra | Mediados de julio de 1948 | s/d                                        | s/d                                                                | 190                                                                  |
| Salbit | 15–16 de julio de 1948    | Legión Árabe                               | 2.º Batallón (Brigada Kiryati)                                     | 510                                                                  |
| Bayt Nabala | 15–16 de julio de 1948    | Legión Árabe 150-200 hombres               | s/d                                                                | 2310                                                                 |
| Bir Ma'in | 15–16 de julio de 1948    | Legión Árabe                               | Brigada Yiftaj 1.er y 2.º Batallones                               | 510                                                                  |
| Barfiliya | 15–16 de julio de 1948    | s/d                                        | Brigadas Givati y Kiryati 8.ª Brigada Blindada                     | 730                                                                  |
| Kasla | 16 de julio de 1948       | s/d                                        | Brigada Harel                                                      | 280                                                                  |
| Dayr 'Amr | 16 de julio de 1948       | Ninguno                                    | 4.º Batallón (Brigada Harel)                                       | 10                                                                   |
| Ishwa' | 16 de julio de 1948       | s/d                                        | 4.º Batallón (Brigada Harel)                                       | 620                                                                  |
| Artuf | 17–18 de julio de 1948    | Milicia árabe palestina bajo mando egipcio | 4.º Batallón (Brigada Harel)                                       | 350                                                                  |
| Islin | 18 de julio de 1948       | s/d                                        | s/d                                                                | 260                                                                  |
| Shilta | 18 de julio de 1948       | Legión Árabe                               | 1.er Batallón (Brigada Yiftaj) Perdieron 44 hombres en su retirada | 100                                                                  |
| Fuentes: - Walid Khalidi, All That Remains, ISBN 0-88728-224-5 - Benny Morris, The Birth of the Palestinian Refugee Problem, 1947–1949, ISBN 0-521-33028-9 |                           |                                            |                                                                    |                                                                      |